# استیو ون ورمر
استیو ون ورمر (به انگلیسی: Steve Van Wormer) (زاده ۸ دسامبر ۱۹۶۹) بازیگر ، کمدین آمریکایی است.
از فیلم‌های معروف او می‌توان به بازی در با دیدلز آشنا شوید و دست‌های بیکار اشاره کرد.